# إيفي أندرسون
إيفي أندرسون (بالإنجليزية: Ivie Anderson)‏ هي مغنية وعازفة جاز أمريكية، ولدت في 10 يوليو 1905 في غيلروي في الولايات المتحدة، وتوفيت في 28 ديسمبر 1949 في لوس أنجلوس في الولايات المتحدة بسبب ربو.

## وصلات خارجية
- إيفي أندرسون على موقع IMDb (الإنجليزية)
- إيفي أندرسون على موقع ميوزك برينز (الإنجليزية)
- إيفي أندرسون على موقع أول ميوزيك (الإنجليزية)
- إيفي أندرسون على موقع ديسكوغز (الإنجليزية)
- إيفي أندرسون على موقع قاعدة بيانات الفيلم (الإنجليزية)